# Канчис (провинция)
Канчис (исп. Provincia de Canchis, кечуа Qanchi pruwinsya) — одна из 13 провинций перуанского региона Куско. Площадь составляет — 3 999,27 км². Население — 96 937 человек; плотность населения — 24,24 чел/км². Столица — город Сикуани.

## География
Граничит с провинциями Киспиканчи (на севере), Акомайо (на западе) и Канас (на юге), а также с регионом Пуно (на востоке). Средняя высота территории над уровнем моря: 3 548 м.

## История
Провинция была создана 14 октября 1833 года при разделении провинции Тинта на 2 новых провинции: Канас и Канчис. 29 августа 1834 года город Сикуани официально становится столицей провинции.

## Административное деление
В административном отношении делится на 8 районов:
- Сикуани
- Чекакупе
- Комбапата
- Марангани
- Питумарка
- Сан-Пабло
- Сан-Педро
- Тинта